# Georgian Glass and Mineral Water

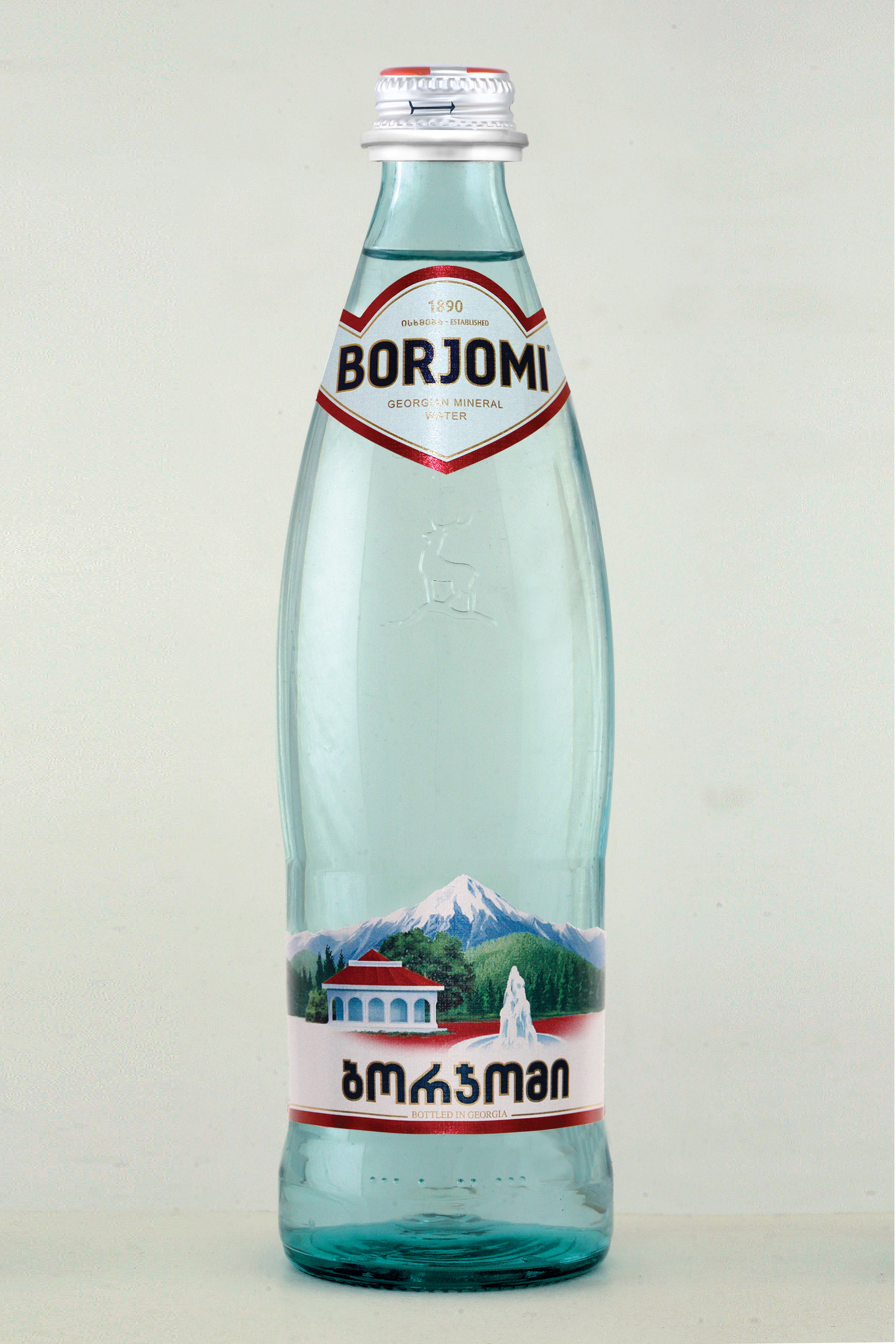
Produkt des Unternehmens: Bordschomi-Mineralwasser

Georgian Glass and Mineral Water Co. N.V. (GG&MW) ist ein niederländisch-georgisches Unternehmen. Es wurde in seiner heutigen Form 1995 gegründet, seine Wurzeln reichen jedoch bis zum Anfang des 20. Jahrhunderts zurück. Es ist der größte Mineral- und Heilwasserhersteller des Landes und auch international bekannt. Die Firma produziert die Mineralwasser-Marke Bordschomi, die international auch unter dem Namen Borjomi vermarktet wird. Sitz ist die georgische Hauptstadt Tiflis. Seit Anfang 2013 ist das Unternehmen mehrheitlich im Besitz der russischen Alfa Group.

## Geschichte
1906 gründete Großfürst Nikolai Michailowitsch Romanow die erste große Abfüllfabrik für Mineralwasser in Bordschomi. Er führte die Mineralwasser-Marke in Russland erfolgreich ein. In der Sowjetära war das Wasser der Hauptexportartikel der Georgischen SSR. Es wurden jährlich 450 Millionen Halbliterflaschen abgefüllt. Nach der Unabhängigkeit Georgiens brach der Mineralwasser-Export zusammen. Dem staatlichen Produzenten fehlten die Mittel für notwendige neue Investitionen. 1996 hatte es nur noch 14 Mitarbeiter.
GG&MW wurde 1995 von der georgischen Firmengruppe Tbilisi Business Centre (TBC), der Amsterdamer Risikokapitalfirma Venture Capital Investors (VCI) und einem früheren Angestellten der Firma Perrier gegründet, um die Marke wieder aufzulegen. Sie erwarb eine Glasfabrik in Chaschuri und zwei Abfüllfabriken in Bordschomi. Als erstes Industrieunternehmen in Georgien erhielt GG&MW einen Kredit der Europäische Bank für Wiederaufbau und Entwicklung (EBRD) über 10 Millionen US-Dollar. Die zur Weltbank gehörende International Finance Corporation (IFC) investierte 10 Millionen US-Dollar. Im April 1997 wurde die Abfülllizenz erteilt.
2005 gründete GG&MW gemeinsam mit den ukrainischen Firmen IDS und Morshin Plant of Mineral Waters die Holding Borjomi Waters Group. 70 % ihrer Aktien werden von GG&MW gehalten. Die neue Holding kontrollierte im gleichen Jahr 50 % des ukrainischen und 8 % des russischen Mineralwassermarkts.

## Firmendaten und Produktlinie
Das Wachstum des Betriebs erfuhr enorme Steigerungen. Bereits 1997 wurden wieder 16 Millionen Flaschen abgefüllt. 2002 füllte sie rund 120 Millionen Flaschen ab und beschäftigte rund 1.000 Mitarbeiter.
80 % des abgefüllten Bordschomi-Mineralwasser wird ins Ausland exportiert. Davon gingen 2006 60 % nach Russland und 40 % in andere Länder, darunter Westeuropa, die USA sowie Israel. Am 4. Mai 2006 verfügte Russlands Gesundheitsbehörde ein Importverbot für das georgische Mineralwasser. Seither sucht GG&MW verstärkt die baltischen Staaten und Kasachstan als Absatzmärkte zu erschließen. Inzwischen wurde das russische Importverbot aber wieder aufgehoben.
Die Produktlinie des Unternehmens umfasst das kohlensäurehaltige Bordschomi Classic-Mineralwasser, das stille Wasser Bordschomi Quelle (seit 1999) und das schwach kohlensäurehaltige Bordschomi light (seit 2001). Alle Produkte werden in PET-Flaschen angeboten, Bordschomi Classic darüber hinaus in grünlichen Halbliter-Glasflaschen für die Gastronomie.